# كريس ماكلارين
كريس ماكلارين (بالإنجليزية: Chris McClaren)‏ هو لاعب كرة قدم بريطاني في مركز الدفاع، ولد في 14 مارس 1963 في برستل في المملكة المتحدة. لعب مع نادي دارلنجتون.